# آرویداس سابونیس
آرویداس سابونیس (انگلیسی: Arvydas Sabonis؛ زادهٔ ۱۹ دسامبر ۱۹۶۴) یک بازیکن بسکتبال اهل اتحاد جماهیر سوسیالیستی شوروی است.
از باشگاه‌هایی که در آن بازی کرده‌است می‌توان به باشگاه بسکتبال رئال مادرید و پورتلند تریل بلیزرز اشاره کرد.
وی در مسابقات کشوری و بین‌المللی در مجموع برندهٔ ۳ مدال طلا، ۲ مدال نقره و ۴ مدال برنز شده‌است.